# تامپسون (داکوتای شمالی)
تامپسون(به انگلیسی: Thompson) شهری در ایالت داکوتای شمالی کشور ایالات متحده آمریکا است که جمعیت آن در سرشماری سال ۲۰۱۰ میلادی، ۹۸۶ نفر بوده‌است.